# Самуйлов, Леонид Андреевич
Леонид Андреевич Самуйлов (26 января 1889, Гродненская губерния — 1927 или 24 февраля 1929, Варшава) — русский военный лётчик, штабс-капитан Российской императорской армии, участник Первой мировой войны. Кавалер Георгиевского оружия (1917). После Октябрьской революции воевал в Донской армии Вооруженных сил Юга России, где был произведён в полковники. В 1922 году эмигрировал в Польшу, по некоторым данным продолжил военную службу в польской армии.

## Биография
Леонид Самуйлов родился 26 января 1889 года в Гродненской губернии в семье капитана. Происходил из дворянского рода. Образование получил в Суворовском кадетском корпусе, который окончил в 1908 году. После окончания кадетского корпуса, до 1910 года обучался в Александровском военном училище, из которого был выпущен 12 марта 1910 года во 2-й гренадерский Ростовский полк в чине подпоручика.
Принимал участие в воздушных боях Первой мировой войны. 18 декабря 1914 года получил должностное звание военного лётчика в 19-м корпусном авиационном отряде, а 10 июня 1915 года был произведён в поручики. С 18 июня того же года служил в 31-м корпусном авиационном отряде, но уже в августе был переведён в 17-й корпусный авиационный отряд, а затем переведён в 31-й корпусный авиационный отряд.
21 марта 1916 года был Самуйлов был прикомандирован к Севастопольской военной авиационной школе. 9 августа 1916 года был назначен младшим офицером 16-го корпусного авиационного отряда. 16 сентября 1916 года был во второй раз прикомандирован к Севастопольской военной авиационной школе как обучающийся офицер. 21 апреля 1917 года занял должность младшего офицера 2-го авиационного отряда истребителей. 19 мая 1917 года Леонид Самуйлов получил чин в штабс-капитана, а со 2 июня 1917 года занял должность 11-го армейского авиационного отряда. 2 ноября того же года был отстранён от должности «за поступок, недостойный звания офицера» и временно прикреплён к 3-му авиационному парку, но был оставлен на должности начальника 11-го армейского авиационного отряда по прошению солдат «как любимый командир» до завершения расследования.
После Октябрьской революции, 2 января 1918 года, был переведён в Севастопольскую военную авиационную школу, став обучающим офицером. Затем служил в авиапарке Донской армии Вооружённых сил Юга России. 13 марта 1920 года был эвакуирован из Новороссийска в Крым. В том же году «за боевые отличия» был произведён в чин полковника.
В ноябре 1920 года был эвакуирован из Крыма. В эмиграции, с 1922 года жил в Польше. Данные о дальнейшей судьбе Леонида Самуйлова разнятся. По данным Валерия Шабанова и Михаила Нешкина, находясь в эмиграции Леонид Андреевич работал в авиационных мастерских Варшавы, а затем был водителем такси. Погиб 24 февраля 1929 года в Варшаве в результате несчастного случая. По данным Сергея Волкова, Самуйлов служил в польской армии и погиб в 1927 году под Варшавой.

## Награды
Леонид Александрович Самуйлов был удостоен следующих наград:
- Георгиевское оружие (Высочайший приказ от 24 января 1917)
— «за то, что, будучи в чине подпоручика и состоя в рядах 24-го авиационного отряда, 24-го апреля 1915 г., управляя воздухоплавательным прибором, проник с опасностью для жизни в район неприятельского расположения, произвел разведку и сведение о ней доставил своевременно; при этом, когда находился над стан. Дембице, заметил два неприятельских аэроплана, один из них с боя уничтожил, а другой заставил снизиться»;
- Орден Святого Владимира 4-й степени с мечами и бантом (Высочайший приказ от 12 октября 1915 года);
- Орден Святой Анны 3-й степени с мечами и бантом;
- Орден Святой Анны 4-й степени с надписью «За храбрость» (Высочайший приказ от 5 января 1916)
— «за удачные бомбометания 4 и 10 февраля 1915 года»;
- Орден Святого Станислава 2-й степени (21 июля 1920)[2];
- Орден Святого Станислава 3-й степени с мечами и бантом (Высочайший приказ от 5 апреля 1916)
— «за участие в блокаде крепости Перемышль».